# Physiognomica
Physiognomica (in greco Φυσιογνωμονικά?; in latino Physiognomonica) è un trattato di fisionomia greco antico attribuito ad Aristotele (e parte del Corpus Aristotelicum), ma che oggi è universalmente acclarato come di un autore che scrisse circa nel 300 a.C. sotto il nome di Aristotele.

## Antica fisiognomica
Sebbene l'opera sia il primo lavoro sopravvissuto in greco dedicato all'argomento, i testi conservati su tavolette di argilla forniscono prove di manuali di fisiognomica babilonese, contenenti casi di studio utili alla divinazione. A questo punto la fisionomia è "una specifica, già teorizzata, branca della conoscenza" ed erede di una lunga tradizione tecnica. 
Mentre elementi vagamente fisiognomici sono presenti nella letteratura greca già da Omero, la fisionomia propria non è nota prima del periodo classico. Il termine fisiognomia compare, comunque, per la prima volta nelle Epidemie di Ippocrate del quinto secolo a.C. e fu menzionata in un'opera di Antistene sui sofisti, che fornisce prove del suo riconoscimento come arte. 

Ai tempi di Aristotele, la fisiognomia era riconosciuta, appunto, come un'arte (techne) con i suoi esperti professionisti (technitai), come vediamo da un riferimento dello Stagirita in De generatione animaliumː 
 Quindi si dice che il bambino ha la testa di un ariete o di un toro, e così via con altri animali,così come un vitello ha la testa di un bambino o una pecora quella di un bue. Tutti questi mostri derivano dalle cause sopra indicate, ma non sono nessuna delle cose che si dice che siano; c'è solo qualche somiglianza, come può esserci anche dove non vi è alcun difetto di crescita. Quindi spesso i burloni paragonano qualcuno che non è bello a una capra che sputa fuoco, o ancora a un ariete, e un certo fisiognomista ha ridotto tutti i volti a quelli di due o tre animali, e le sue argomentazioni hanno prevalso spesso sulle persone.  

## Struttura
Il trattato è diviso in due sezioni, la prima sulla teoria e la seconda sul metodo. Le connessioni tra caratteristiche corporee e carattere sono trattate in dettaglio, catalogando, ad esempio, dodici tipi di naso. Il trattato, inoltre, per vere un'aura di sicura attribuzione, inizia con un'allusione agli Analitici Primi di Aristotele, e molte delle connessioni fisionomiche discusse sono menzionate in modo specifico nella Storia degli animali. 